# Penso sorrido e canto
Penso sorrido e canto è un album in studio dei Ricchi e Poveri, pubblicato nel 1974 dalla Fonit Cetra.

## Descrizione
L'album comprende dieci canzoni proposte dal gruppo nel corso del 1973 e del 1974, alcune di queste già pubblicate su 45 giri ma non su LP.
La canzone che intitola il disco, Penso sorrido e canto, uscì come singolo verso la fine del 1973, e partecipò a Canzonissima, piazzandosi al sesto posto. Gli autori sono Cristiano Minellono, Armando Toscani, Roberto Conrado e un giovane Amedeo Minghi. Oltretutto, il brano dà il titolo a uno spettacolo teatrale organizzato da Pippo Baudo con i Ricchi e Poveri presenti nel cast.
Altri brani, invece, sono stati incisi sul retro di alcuni 45 giri: Dolce è la mano (lato B di Piccolo amore mio) e Sinceramente (lato B di Penso sorrido e canto) nel 1973; Torno da te (lato B di Povera bimba) e Amore sbagliato (lato B di Non pensarci più) nel 1974.
Tra le canzoni vi sono anche tre cover: 1+2=3, che nella versione originale si intitola Power to All Our Friends, canzone che era stata presentata all'Eurofestival 1973 da Cliff Richard; Grazie di tutto, traduzione di Tell Me Who You Love scritta da Gary Zekley e Eric Hord; e Volo, ossia Clouds di David Gates (il leader e cantante solista del gruppo californiano dei Bread).
Intervengono alla scrittura dei brani Cristiano Minellono, Armando Toscani, Stefano Scandolara, i fratelli La Bionda e i membri maschili del gruppo Franco Gatti e Angelo Sotgiu.
Alcuni brani del disco vengono eseguiti nel corso del varietà di Rai 1 Tante scuse, condotto da Sandra Mondaini e Raimondo Vianello, nel quale i Ricchi e Poveri erano ospiti fissi.

## Tracce
Lato A
1. Penso, sorrido e canto (Cristiano Minellono, Armando Toscani/Amedeo Minghi, Roberto Conrado)  3.24
2. C'è una donna sola (Cristiano Minellono/Angelo Sotgiu, Franco Gatti, La Bionda)  3.00
3. Dolce è la mano (Angelo Sotgiu, Armando Toscani, Franco Gatti)  4.08
4. Sinceramente (Angelo Sotgiu, Armando Toscani, Franco Gatti) 3.25
5. 1+2=3 (Cristiano Minellono, Doug Flett, Mervin Guy Fletcher, Stefano Scandolara)  3.05

Lato B
1. Torno da te (Cristiano Minellono, Angelo Sotgiu, Franco Gatti)  3.04
2. C'è un poeta in me (Cristiano Minellono, Angelo Sotgiu, Armando Toscani, Franco Gatti)  3.02
3. Volo (Cristiano Minellono, David Gates)  2.47
4. Amore sbagliato (Cristiano Minellono, Angelo Sotgiu/Armando Toscani, Franco Gatti)  3.43
5. Grazie di tutto (Cristiano Minellono, Eric Hord, Franco Gatti, Gary Zekley)  3.09

## Singolo
Dal long-playing viene estratto il 45 giri Penso sorrido e canto/Sinceramente (Fonit Cetra, SP 1535), che è riuscito ad ottenere buoni risultati in classifica.

### Classifiche

#### Posizione massima
| Paese  | Posizione |
| ------ | --------- |
| Italia | 13        |

#### Posizione di fine anno
| Anno | Paese  | Posizione |
| ---- | ------ | --------- |
| 1974 | Italia | 65        |

## Formazione
Musicisti
- Ricchi e Poveri (Angela Brambati, Angelo Sotgiu, Franco Gatti, Marina Occhiena) - voci
- Andrea Sacchi - chitarra acustica, chitarra elettrica
- Gigi Cappellotto - basso
- Andy Surdi - batteria, percussioni
- Vince Tempera - pianoforte, sintetizzatore
- Pino Presti - basso
- Ellade Bandini - batteria, percussioni

Produzione
- Grafica Greguoli - copertina
- Cristiano Minellono, Ricchi e Poveri - produttori
- Gian Piero Reverberi - produttore, arrangiamenti
- Vince Tempera - arrangiamenti

## Dettagli pubblicazione
| Paese  | Data | Etichetta   | Formato | Nº Catalogo |
| ------ | ---- | ----------- | ------- | ----------- |
| Italia | 1974 | Fonit Cetra | 33 giri | LPX 28      |

Pubblicazione & Copyright: 1974 - Fonit Cetra.

Distribuzione: Fonit Cetra.